# チオフェン
チオフェン (thiophene) とは、有機化合物の一種で、硫黄を含む複素環式化合物。化学式は C4H4S。フランの酸素が硫黄に置き換わった5員環構造を持つ。消防法に定める第4類危険物 第1石油類に該当する。
チオール (thiole) とも呼ばれるが、チオール (thiol) と紛らわしいので推奨されない。 
分子量 84.14、融点 −38 °C、沸点 84 °C、比重 1.051 g/mL の常温で無色の液体で、刺激性の強い臭気を有する。CAS登録番号は [110-02-1]。チオフェン自身の物理的特性および化学的反応性はベンゼンと良く似通っている。
化合物の命名などでチオフェン環を置換基として扱う場合は「チエニル基」(thienyl group) と呼ぶ。

## 生成
自然界では石炭および原油中のベンゼンと共に産出される。ベンゼンとチオフェンは蒸留で分離することは困難であり、コールタール由来の粗ベンゼンには不純物としてチオフェンが含まれる。また石油中の硫黄成分の一つであり、石油精製の脱硫装置においてはチオフェンは水素化など化学変換されて除去される。
工業的には触媒を用いて、フランあるいはメチルフランと二硫化炭素(CS2)を反応させたり、ブタン、ブテンあるいはブタジエンと硫黄を共に高温で反応させることでも製造される。
実験室的には、コハク酸ナトリウムに五硫化二リン(P2S5)、あるいは三硫化二リン(P2S3)と二酸化炭素の組み合わせのいずれかを反応させると生成する。

## 反応
痕跡量のチオフェンを確認する定性反応はインドフェニン反応と呼ばれ、チオフェンは濃硫酸存在下イサチンと反応させると青色の色素インドフェニンを生成することで確認される。あるいは、ガスクロマトグラフィーなどの方法によっても同定は可能である。
チオフェンは芳香族性を持つため、その二重結合に対する付加反応は起こりにくい。ハロゲン化、ニトロ化、フリーデル・クラフツ反応など親電子置換反応は、主に2位に選択的に起こる。また、アルキルリチウムなどの強塩基を作用させると、酸塩基反応が起こり、プロトンが引き抜かれたチエニルアニオンが発生する。

## 利用分野

ポリチオフェンの構造。

染料、医薬品、農薬などチオフェンを部分構造に持つ化成品は多い。またチオフェンを含む重合体としてポリ(3－アルキルチオフェン)やポリチオフェンビニレンなどが知られており、ポリチオフェン類は伝導性を示すことから有機金属や有機半導体等の研究対象としても注目されている。